# Gare de Saint-Louis (Haut-Rhin)
Pour les articles homonymes, voir Gare de Saint-Louis.
La gare de Saint-Louis (Haut-Rhin) est une gare ferroviaire française située sur le territoire de la commune de Saint-Louis, dans la collectivité européenne d'Alsace, en région Grand Est.
C'est une gare de la Société nationale des chemins de fer français (SNCF), du réseau TER Grand Est, desservie par des trains express régionaux (notamment TER 200).
À l'horizon 2030, la gare doit être desservie par les trains de les lignes S2 et S4 du RER trinational de Bâle, aussi appelé Trireno.

## Situation ferroviaire
Établie à 253 mètres d'altitude, la gare de Saint-Louis (Haut-Rhin) est située au point kilométrique (PK) 135,215 de la ligne de Strasbourg-Ville à Saint-Louis (Bâle), entre la gare de Bartenheim et la frontière franco-suisse, qui la sépare de la gare de Bâle-Saint-Jean en Suisse.
Gare de bifurcation, elle est également située au PK -0,752 de la ligne de Saint-Louis à Huningue exploitée uniquement pour le fret.

## Histoire

### L'arrivée du train à Saint-Louis
Le 6 décembre 1837, il est décidé d'ouvrir une ligne entre Strasbourg et Bâle. Mais, plusieurs tracés furent mis en compétition. Le premier passant par Huningue (à l'est de Saint-Louis), le second par Blotzheim puis Bourgfelden (à l'ouest) et le dernier, presque peu connu, celui par Saint-Louis. La municipalité ludovicienne arrivera pourtant à gagner cette compétition en conseillant aux Blotzheimois, aux Bourgfeldenois (devenus Ludoviciens un siècle plus tard) et aux Hésinguois de garder des terres de bonne qualité plutôt qu'avoir une ligne de train (qui couperait les champs). De plus, la présence de l'état-major de la douane royale à Saint-Louis a conforté la place de Saint-Louis pour avoir cette ligne.
Le tracé de la ligne Strasbourg - Saint-Louis est donc adopté le 6 mars 1838. Longue de 136,94 kilomètres, elle est achevée en un temps record de 13 mois. Mais la gare ne sera pas située à l'endroit souhaité par la municipalité. La station aura quand même une ouverture sur la ville.
Le 15 octobre 1840, en 31 minutes et après 28,4 kilomètres entre Mulhouse et Saint-Louis, le train "Ville de Mulhouse" arrive en gare. Cinq jours plus tard, les commissaires du gouvernement peuvent réceptionner la section et le dimanche 25 octobre 1840, la ligne est enfin inaugurée. Le conseil municipal du maire Wittersbach, des personnalités bâloises et des militaires, douaniers ou gendarmes assistent à l'événement. C'est le lendemain que la ligne est ouverte au public.
Depuis le 9 août 1841, Saint-Louis est donc reliée par une voie unique sans discontinuité jusqu'à Strasbourg-Koenigshoffen. Il s'agit de la dernière station de la ligne jusqu'en juin 1844. La ligne est alors prolongée jusqu'à Bâle, ville suivante, située en Suisse, en dépit des souhaits de la ville de Saint-Louis. Il s'agit donc de la première station située hors de France[pas clair].
- Fréquentation des gares du Sud-Alsace en 1844

| Gares          | arrivées/an | arrivées/jour | départs/an | départs/jour |
| -------------- | ----------- | ------------- | ---------- | ------------ |
| Mulhouse       | 724519      | 1985          | 713758     | 1955         |
| Bâle           | 155348      | 425           | 151131     | 414          |
| Montreux-Vieux | 150189      | 411           | 146737     | 402          |
| Saint-Louis    | 51348       | 140           | 52133      | 142          |
| Huningue       | 10003       | 27            | 11541      | 31           |

Jusqu'en 1854, la gare de Saint-Louis est exploitée par la Compagnie du chemin de fer de Strasbourg à Bâle. Celle-ci est absorbée par la Compagnie des chemins de fer de l'Est le 20 avril 1854.
La gare étant devenue station d'enregistrement et de contrôle en 1855, il était indispensable de créer un contrôle douanier obligeant les nombreux passagers émigrants à subir un contrôle médical et un autre concernant les moyens d'existence suffisants exigés.
L'Alsace-Lorraine étant annexée à l'Empire allemand, la gare de Saint-Louis entre dans le giron de la Direction générale impériale des chemins de fer d'Alsace-Lorraine (EL) en 1871. Elle est renommée « Sankt-Ludwig ».
Durant l'annexion allemande, une nouvelle ligne est créée vers le pays de Bade via Huningue.

### La nouvelle gare
Au début du XXe siècle, la municipalité envisage de construire une nouvelle gare. La nouvelle gare, de type  "manoir", est achevée en 1910, sa construction a permis de supprimer deux passages à niveau (rue de Bâle et rue de Belfort, actuellement avenue du général de Gaulle).
Le 19 juin 1919, la gare entre dans le réseau de l'Administration des chemins de fer d'Alsace et de Lorraine (AL), à la suite de la victoire française lors de la Première Guerre mondiale. Puis, le 1er janvier 1938, cette administration d'État forme avec les autres grandes compagnies la SNCF, qui devient concessionnaire des installations ferroviaires de Saint-Louis. Cependant, après l'annexion allemande de l'Alsace-Lorraine, c'est la Deutsche Reichsbahn qui gère la gare pendant la Seconde Guerre mondiale, du 1er juillet 1940 jusqu'à la Libération (en 1944 – 1945).
Saint-Louis disposait également d'un dépôt-relais secondaire. Celui-ci comportait une rotonde, une plaque tournante et un château d'eau. Il se trouvait au nord du bâtiment voyageurs, près de la gare aux marchandises.
Le 27 juin 1957, le premier train à traction électrique quitte la gare, en présence des chefs de gare ludovicien et bâlois, respectivement M. Kauffmann et M. Lidolf.
Le 12 mai 1984, à l'occasion du tricentenaire de Saint-Louis, la locomotive BB 15005 a été baptisée du nom de Saint-Louis. La marraine n'est autre que Mme Bachmann, femme du maire de l'époque, puisque ce dernier était un ancien cheminot.
Jusqu'en juin 2007 (ouverture du premier tronçon de la LGV Est européenne), le train Corail Intercités reliant Paris-Est à Bâle via la ligne 4 s'arrêtait à Saint-Louis. Son remplacement par le TGV Lyria Paris – Zurich via Strasbourg (passant depuis décembre 2011 par Dijon et la LGV Rhin-Rhône, tout en partant de Paris-Gare-de-Lyon) et Bâle, a supprimé la relation directe de cette gare avec la capitale française ; une correspondance est désormais nécessaire à Mulhouse ou Bâle.
Les EuroCity Iris et Vauban, qui reliaient Bâle à Bruxelles via Saint-Louis, Mulhouse, Colmar, Strasbourg, Metz et Luxembourg, sont supprimés le 3 avril 2016 (dernier jour de circulation le 2 avril), en prévision de la mise en service du second tronçon de la LGV Est. Les TER 200 reliant Luxembourg ou Nancy à Bâle sont supprimés à cette même date.
Les premiers essais sur l'extension de la ligne 3 du tramway de Bâle jusqu'à la gare de Saint-Louis se déroulent le 2 août 2017. La mise en service commercial intervient le 9 décembre 2017.
En 2022, la fréquentation de la gare est de 1 306 485 voyageurs.

## Fréquentation
De 2015 à 2024, selon les estimations de la SNCF, la fréquentation annuelle de la gare s'élève aux nombres indiqués dans le tableau ci-dessous.
| Année                      | 2015      | 2016      | 2017      | 2018      | 2019      | 2020    | 2021      | 2022      | 2023      | 2024      |
| -------------------------- | --------- | --------- | --------- | --------- | --------- | ------- | --------- | --------- | --------- | --------- |
| Voyageurs                  | 1 116 797 | 1 122 561 | 1 196 624 | 1 213 711 | 1 371 971 | 872 620 | 978 040   | 1 306 485 | 1 558 677 | 1 641 385 |
| Voyageurs et non voyageurs | 1 151 337 | 1 157 280 | 1 233 633 | 1 251 248 | 1 414 403 | 899 608 | 1 008 289 | 1 346 891 | 1 606 884 | 1 692 150 |

## Service des voyageurs

### Accueil
Gare SNCF, elle dispose d'un bâtiment voyageurs avec des guichets ouverts tous les jours. Elle est équipée de distributeurs automatiques de titres de transport TER et d'aménagements pour l'accessibilité des personnes à mobilité réduite, notamment des places de parking réservées, des rampes d'accès, des guichets et toilettes aménagés, et des chariots élévateurs. Un parc à vélos et un parking pour les véhicules sont disponibles.

### Desserte
La gare est desservie par des TER Grand Est, effectuant les relations suivantes :
- Strasbourg – Sélestat – Colmar – Mulhouse – Bâle (majoritairement des TER 200) ;
- Mulhouse – Bâle (trains omnibus).

### Intermodalité

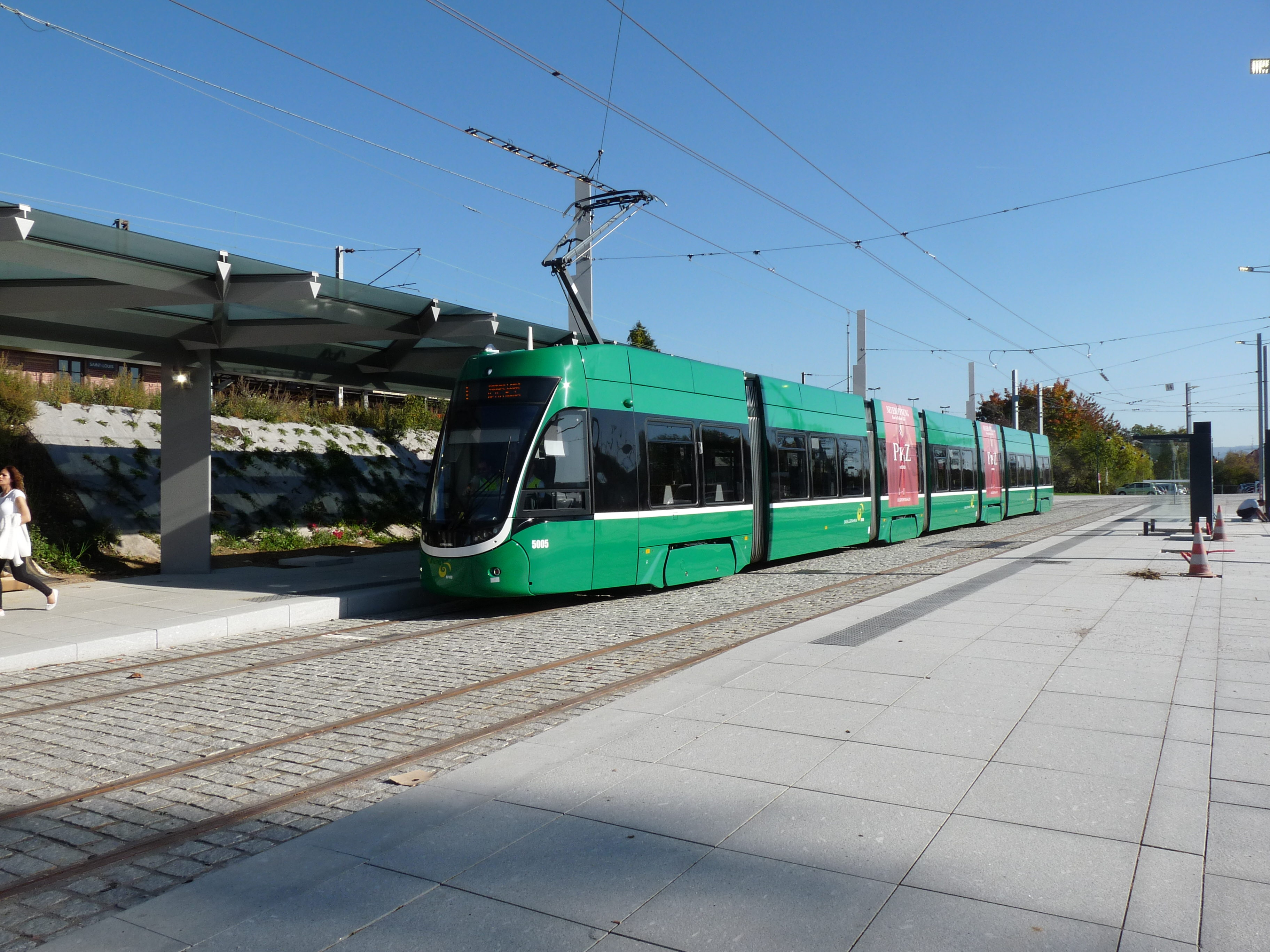
Tram à Saint-Louis.

Le site de la gare est desservi par la ligne 3 du tramway de Bâle.
Par ailleurs, le réseau Distribus de Saint-Louis Agglomération propose une navette entre la gare et l'aéroport de Bâle-Mulhouse, ainsi que des lignes de bus urbains.

## Service du fret
Cette gare est ouverte au service du fret.
Le document de référence du réseau (DRR) pour l'horaire de service 2017 indique que la gare dessert une installation terminale embranchée.
Saint-Louis disposait d'une gare aux marchandises située rue de Mulhouse. Désaffecté dans les années 1990 puis laissé à l'état de friche, le site a été transformé en parc d'activités. Seul l'ancien bâtiment administratif de la gare a été conservé. Le projet est nommé « parc du château d'eau » car situé au pied de l'ancien château d'eau du dépôt de locomotives. Les travaux de démolition de la halle à marchandises débutent à l’automne 2016.
Coordonnées de l'ancienne gare aux marchandises : 47° 35′ 43″ N, 7° 33′ 14″ E